# Envoy Air
Envoy Air – amerykańska regionalna linia lotnicza z siedzibą w Irving, w stanie Teksas. Należy do linii lotniczych American Airlines. W latach 1984–2014 linia realizowała operacje pod nazwą American Eagle Airlines.

## Flota
Według stanu na marzec 2025 flota Envoy składała się ze 168 samolotów o średnim wieku 10,1 lat:
| Samolot         | Samolot | Samolot   | Liczba miejsc | Liczba miejsc | Liczba miejsc | Uwagi                                                   |
| Model           | Aktywne | Zamówione | B             | E             | Łącznie       | Uwagi                                                   |
| --------------- | ------- | --------- | ------------- | ------------- | ------------- | ------------------------------------------------------- |
| Embraer ERJ-170 | 43      | -         | 12            | 54            | 66            | Wszystkie samoloty operują pod logotypem American Eagle |
| Embraer ERJ-175 | 125     | -         | 12            | 64            | 76            | Wszystkie samoloty operują pod logotypem American Eagle |
| Łącznie         | 168     | 0         |               |               |               |                                                         |